# Mszał z Sherborne

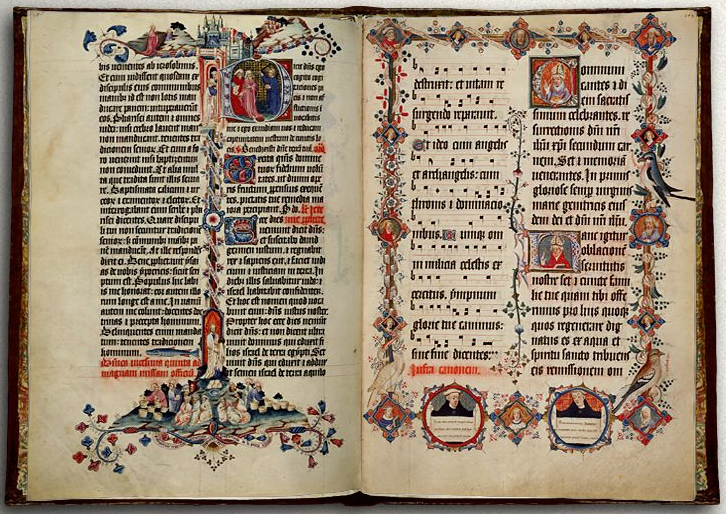
Mszał z Sherborne

Mszał z Sherborne – pochodzący z początku XV wieku bogato iluminowany rękopiśmienny mszał, znajdujący się w zbiorach British Library (sygnatura Add. MS 59874).
Księga ma wymiary 535×380 mm i waży 20 kilogramów. Zawiera 694 pergaminowe karty. Uważa się, że jest największą księgą liturgiczną z czasów średniowiecza zachowaną w dobrym stanie.
Będący w warstwie ikonograficznej reprezentantem gotyku międzynarodowego, mszał uważany jest za jeden z najwybitniejszych tego typu późnośredniowiecznych zabytków z terenu Wysp Brytyjskich. W przeciwieństwie do wielu podobnych ksiąg liturgicznych manuskrypt przetrwał nienaruszony czasy reformacji.
Mszał datowany jest (na podstawie heraldyki) na lata 1400–1407. Powstał na zamówienie opata konwentu dominikańskiego w Sherborne, Roberta Bruyninga. Skrybą był John Whas, zaś za warstwę ikonograficzną księgi odpowiadał John Siferwas. Zarówno Bruyning, Whas i Siferwas, jak i ówczesny biskup Salisbury Richard Mitford, zostali wielokrotnie sportretowani i podpisani na kartach księgi. Po sekularyzacji opactwa w okresie reformacji dzieje księgi urywają się aż do 1703 roku, kiedy to poświadczona jest na terenie Francji, gdzie trafiła w nieznanych okolicznościach. W 1800 roku zakupił ją książę Northumberland. Odtąd przechowywana była na zamku Alnwick do 1983 roku, kiedy to spadkobiercy księcia przekazali ją w depozyt Bibliotece Brytyjskiej. W 1998 roku Biblioteka odkupiła manuskrypt.
Poza tekstem modlitw mszał zawiera w wielu przypadkach także ich notację muzyczną. Szczególną uwagę w iluminacjach księgi zwracają ozdobne marginesy, wśród których znajduje się 48 realistycznych przedstawień występujących na Wyspach Brytyjskich ptaków, większość z nich z podpisami w języku średnioangielskim. Wśród przedstawionych ptaków znajdują się m.in. głuptak (ganett), kormoran (cormerant), kurka wodna (more hen), bocian (stork), pliszka (waysteter), dzięcioł (wodewale) i drozd (roddoke).